# Manguen
Manguen est un village de la région du Centre du Cameroun. Il est localisé dans l'arrondissement (commune) de Matomb et le département du Nyong-et-Kéllé.

## Population et société
Manguen composé de deux hameaux (Manguen I et Manguen II) comptait 1107 habitants lors du dernier recensement de 2005. La population est constituée pour l’essentiel de Bassa.
La communauté dispose d'une électricité stable depuis 2022 et le Lycée Bilingue de Manguen II est l'école la plus remarquable. Manguen II bénéficie d'un orphelinat construit par l’Association Sourires et Solidarités d’Afrique basée à Dijon.

## Personnalités
- Thérèse Ngann, première femme styliste et modéliste camerounaise née à Manguen.